# چشم دروغین

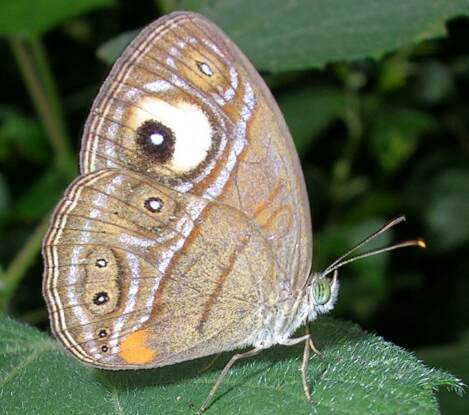
بسیاری از پروانه‌ها مثل این برشته‌پر شوخ‌چشم بر روی پرهای خود چشم دروغین دارند.

خالِ چشمی، خال‌چشمی (به انگلیسی: Eyespot) یا چشمینه (به انگلیسی: Ocellus)، یک نشانه، لکه یا خال شبیه به چشم است که در بدن برخی پروانه‌ها، خزندگان، گربه‌ها، پرندگان و ماهی‌ها یافت می‌شود.
لکه‌های چشم دروغین گاه نوعی وانمایی (تقلید) از چشم جانوری دیگر برای فریب دادن جانوران شکارچی است تا از این طریق آن‌ها را با یک جاندار قوی‌تر اشتباه بگیرند.
برخی جانوران نیز از این راهکار برای منحرف کردن توجه یک شکارچی از آسیب‌پذیرترین قسمت‌های بدن خود بهره می‌گیرند. برخی دیگر با ایجاد چشم‌نما بر روی بدن، خود را به‌جای یکی از جانداران غیرقابل خوردن یا خطرناک جا می‌زنند.
در مواردی، چشم دروغین ممکن است در ارتباطات بین افراد یک گونه یا جلب توجه جنس مخالف نقش داشته باشند. شناخته‌شده‌ترین نمونه این مورد، خال‌های چشمی روی پرهای طاووس است.
در برخی از پرندگان مانند جغدهای کوچک، در پشت سرشان طرحی از رخ دروغین با رخواره دیده می‌شود که در آن و چشمان دروغین یا چشموارگان (به انگلیسی: False eyes) نیز دیده می‌شود.

## نگارخانه

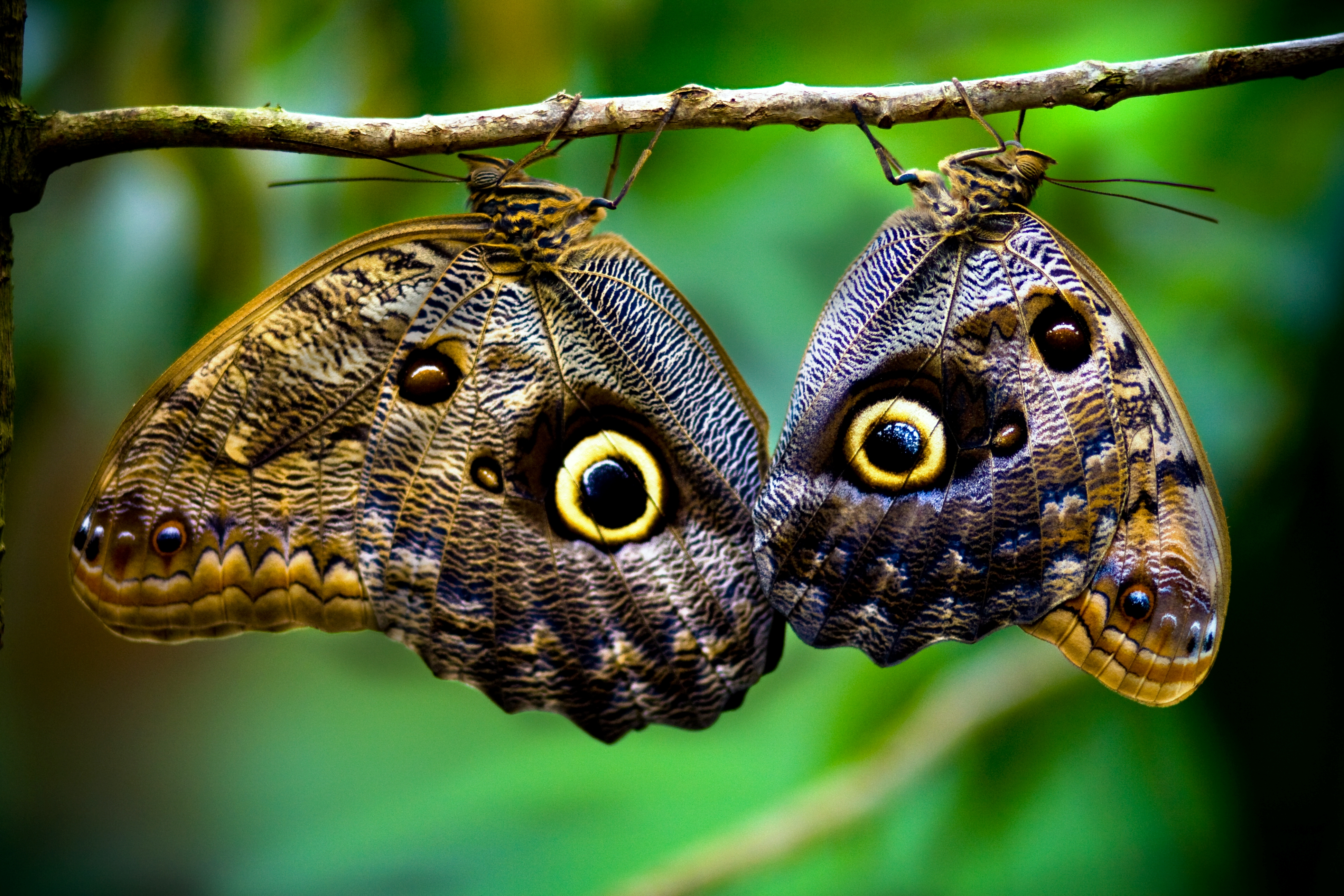
چشمینه درشت در پروانه
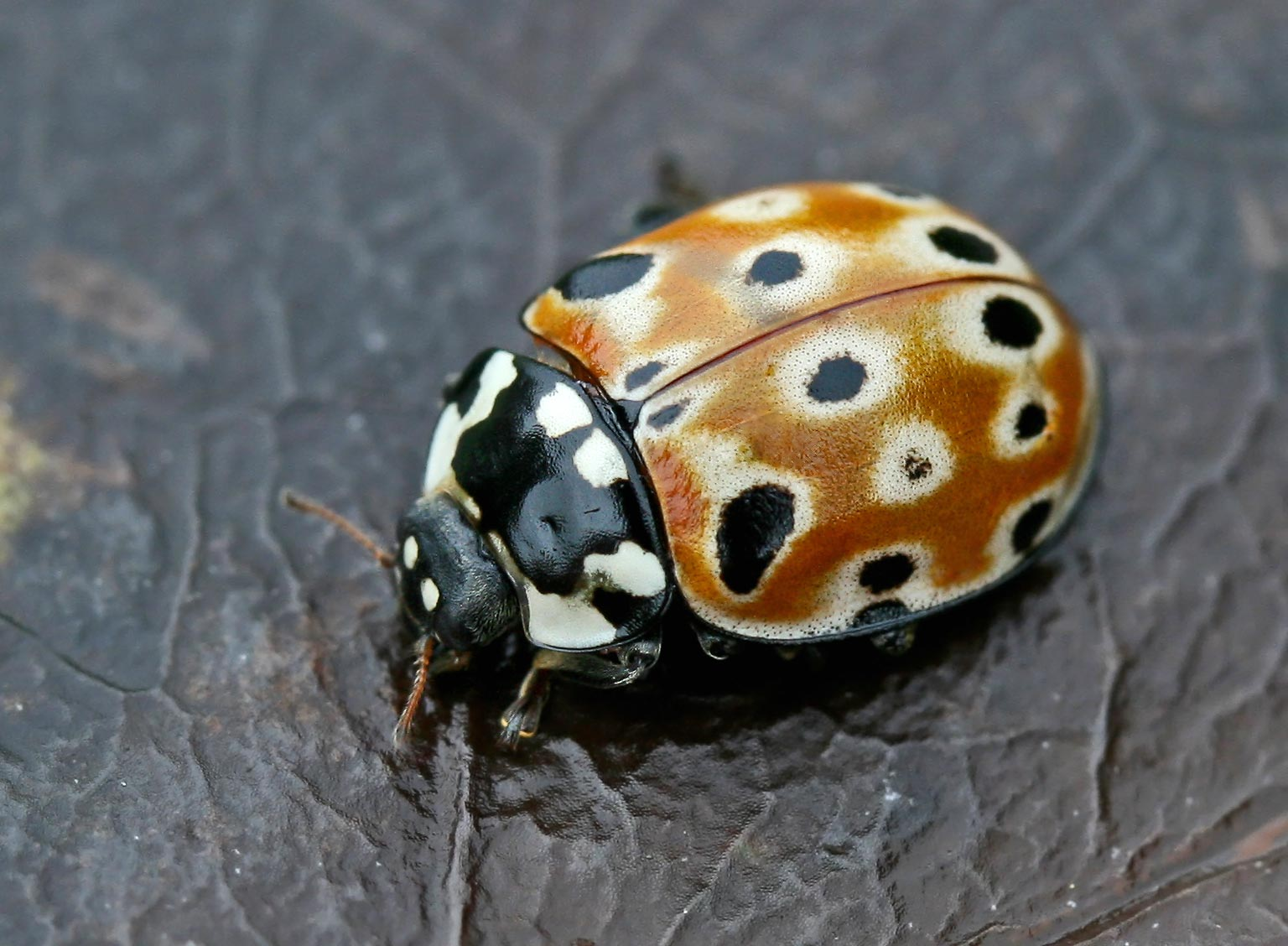
چشمینه‌ها در کفشدوزک